# إسكندر المقدسي
إسكندر القدس كان أسقفًا من القرن الثالث تم تكريمه كشهيد وقديس من قبل الكنيسة الأرثوذكسية الشرقية والكنائس الأرثوذكسية التي تقع في منطقة الشرق والكنيسة الرومانية الكاثوليكية. مات سنة 251 م أثناء اضطهاد الإمبراطور ديسيوس.

## حياته
أصل الإسكندر من كبادوكيا وعليه فقد ترأس أول أسقف في بلده.  بعد ذلك، أصبح مساعدًا لأسقف القدس «نرجس»  الذي كان في ذلك الوقت كبيرًا في السن. كان الإسكندر قد سُجن بسبب إيمانه في زمن الإمبراطور الروماني ألكسندر سيفيروس.  بعد إطلاق سراحه، جاء إلى القدس، حيث عرض الأسقف نارسيسوس على الإسكندر للبقاء ومساعدته في حكومة تلك الدولة.
كان الإسكندر هو الذي اعطى الموافقة  لأوريجانوس، للتحدث في الكنائس على الرغم من كونه شخصًا عاديًا. لذلك أخذ أوريجانوس هذا الامتياز على عاتقه، لكنه دافع عن نفسه بأمثلة على أذونات أخرى من نفس النوع مُنحت حتى لأوريجانوس نفسه في مكان آخر، رغم أنه كان في ذلك الوقت صغير السن. عينه الإسكندر كاهنًا. قال ألبان بتلر إنهما درسا معًا في المدرسة المسيحية العظيمة في الإسكندرية.
كان الإسكندر فخورا بالمكتبة التي بناها في القدس. على الرغم من أن القدس كانت تُعرف في وقته رسميًا باسم إيليا كاباتولينا، هو اسم مدينة القدس الذي اطلقته عليها السلطات الرومانية بعد ما قام الملك هاداريان بإعادة بناء للمدينة. ولكن التقاليد المسيحية استمرت في استخدام الاسم الأصلي وهو القدس.

## الاضطهاد والموت
على الرغم من سنوات التي قدمها في الخدمة في القدس، ولكن تم نقله مع عدد من الأسقفة إلى القيصرية. وقد قال المؤرخون: «ان مجد شعره الأبيض وقداسته العظمة شكل له تاج مزدوج في الأسر». وتنص فيتا انه قد تعرض لانواع عدة من التعذيب، لكنه استطاع النجا منها جميعا.
عندما جلبو الحيوانات المفترسة لتلتهمه، قام بعضها بلحس قدميه، والباقي قد أثرو على رمال الحلبة.

## تبجيل
تقيم الكنيسة الرومانية الكاثوليكية في 18 مارس عيد له، قبل ان تقيم الكنائس الأرثذوكسية الشرقية العيد في 16-29 مايو و 12-25 ديسمبر.

## كتابات
يوسيبوس قام بالاحتفاظ بجزء من رسائل كتبت من قبله إلى أنطونيوس وأخرى كتبت إلى انطاكية والثالثة إلى اوريجانوس. وأخرى كتبت مع ثيوكتيستوس القيصري إلى ديميتريوس الإسكندري.

## روابط خارجية
- فهرس القديسين: القديس الإسكندر المقدسي
- هذه المقالة تحوي نصا ذو ملكية عامة: هبرمان، تشارلز (المحرر). "St. Alexander" . الموسوعة الكاثوليكية. شركة روبرت أبلتون. {{استشهاد بموسوعة}}: الوسيط |ref=harv غير صالح (مساعدة) والوسيط غير المعروف |ألسنة= تم تجاهله (مساعدة)